# Лема, Кристиан
Кристиан Франко Лема (исп. Cristian Franco Lema; родился 24 марта 1990 года, Пуэрто-Мадрин, Аргентина) — аргентинский футболист, защитник клуба «Ланус».

## Клубная карьера
Лема — воспитанник клуба «Гильермо Браун» из своего родного города. В 2007 году он дебютировал за основной состав. Летом 2010 года Кристиан перешёл в «Ньюэллс Олд Бойз». 6 ноября в матче против «Годой-Крус» он дебютировал в аргентинской Примере. В 2011 году для получения игровой практики Лема на правах аренды перешёл в «Тигре». 13 декабря в матче против «Индепендьенте» он дебютировал за новую команду.
Летом 2012 года Лема был отдан в аренду в «Кильмес». 21 октября в матче против «Ривер Плейт» он дебютировал за новый клуб. 6 апреля 2014 года в поединке против «Атлетико Рафаэла» Кристиан забил свой первый гол за «Кильмес».
Летом того же года Лема перешёл в «Бельграно». 13 августа в матче против «Лануса» он дебютировал за новую команду. 18 июля в поединке против «Банфилда» Кристиан забил свой первый гол за «Бельграно». Летом 2018 года Лема на правах свободного агента перешёл в лиссабонскую «Бенфику».